# Kame
Pour les articles homonymes, voir Kame (homonymie).

Les différentes formations glaciaires

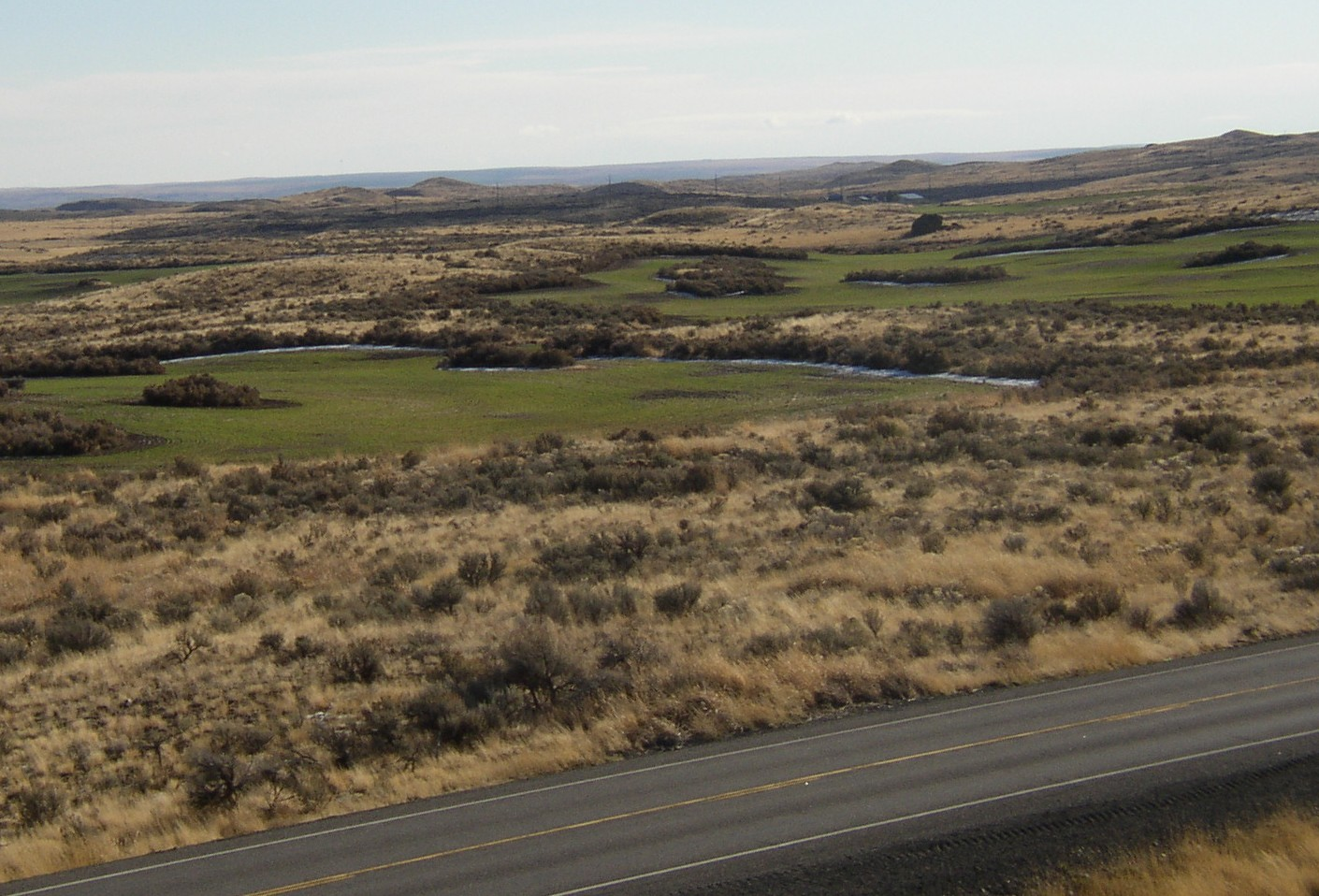
Multiples kames dans l'État de Washington, États-Unis

Un kame est une formation fluvio-glaciaire qui se présente sous la forme d'une colline irrégulière et composée de sables et de graviers. Les kames sont formés par les sédiments mobilisés par des rivières en tresse éventuellement présentes à la surface du glacier, et qui se déposent ensuite dans une dépression à la surface d'un glacier en phase de retrait, et qui se retrouvent sur le sol à la suite de la fusion complète du glacier. 
On parle également de terrasse de kame pour désigner des terrasses fluviales formées en bordure de vallée glaciaire par les dépôts d'une rivière qui coule entre la paroi rocheuse et le glacier. Ces terrasses se retrouvent perchées au-dessus de la vallée à la suite de la fusion du glacier.
Il ne faut pas confondre kames et drumlins.
De nombreuses terrasses de kame sont visibles dans la région de Thonon (Haute-Savoie). Elles se sont formées contre le glacier du Rhône, à l'époque où celui-ci occupait encore la dépression du Léman.